# Rhexipanchax nimbaensis
Rhexipanchax nimbaensis är en fiskart som först beskrevs av Daget, 1948.  Rhexipanchax nimbaensis ingår i släktet Rhexipanchax och familjen Poeciliidae. IUCN kategoriserar arten globalt som sårbar. Inga underarter finns listade i Catalogue of Life.